# Стеван Димитријевић
Стеван М. Димитријевић (Алексинац, 10/22. јануар 1866 — Београд, 24. новембар 1953) био је српски свештеник и историчар.

## Биографија
Рођен је 10/22. јануара 1866. године у Алексинцу. Богословију је завршио у Београду 1887, а Духовну академију у Кијеву 1898..
Био је професор у Скопљу и Солуну, ректор Призренске богословије, затим редовни професор историје српске цркве на Богословском факултету Универзитета у Београду од 1920. до 1936. године. Био је први декан Богословског факултета. Такође, био је професор четворици патријарха: Варнаве, Гаврила Дожића, Германа и Павла.
Указом краља Грчке 1937. године проглашен је почасним доктором атинског Универзитета. На Коларцу у Београду 1936. године промовисан је у почасног доктора теологије и члана Историјског института Српске академије наука и уметности.
За време службовања у Скопљу, Солуну, и Призрену сакупио је преко 600 рукописних и штампаних књига Србуља и поклонио их Народној библиотеци у Београду. Главни радови су му из историографије српске цркве. Историјску грађу коју је сакупио по руским архивама и библиотекама и на Светој гори објавио је у Споменику Српске краљевске академије 1900, 1903, и 1922. године. За време просветног и научног рада у Скопљу није занемарио ни национални рад. Године 1904. под маском обнове манастира и цркава у Скопској Црној Гори формира прву српску чету у овој области да би заштитио народ од банди албанских качака и чета ВМРОа.
Поклонио је имање за техничку школу у Алексинцу, која се од 2004. по њему зове Техничка школа „Прота Стеван Димитријевић“. Умро је у Београду 24. новембра 1953. године.
Његова ћерка Десанка била је удата за лекара Добривоја М. Митровића (1887-1915), имали су сина Добривоја.

## Одликовања
Протојереј Стеван Димитријећ носилац је многобројних признања и одликовања:
- Карађорђеве звезде четвртог степена,
- Белог орла трећег степена,
- Орден Светог Саве другог степена за свој рад на научном и патриотском пољу.